# Ppcm
Pour les articles homonymes, voir PPCM et Partie.
Une partie par cent millions, abrégé en un ppcm, est une unité de mesure parfois utilisée par les scientifiques pour par exemple définir la proportion d'un constituant présent à l'état de traces dans un mélange. L'équivalent en anglais est part per hundred million (pphm).
Équivalence : 1 ppcm = 0,01 ppm = 10 ppb.

## Exemple
La concentration, exprimée en proportion (rapport), en ozone au niveau du sol et dans l'atmosphère est de l'ordre de 1 à 4 ppcmv (parties par cent millions en volume). Une concentration en ozone de 50 ppcm peut être utilisée au laboratoire pour évaluer (par exemple à 40 °C) la résistance au vieillissement d'un élastomère. Voir aussi Ozonolyse.